# Cuphodes profluens
Cuphodes profluens är en fjärilsart som först beskrevs av Edward Meyrick 1916.  Cuphodes profluens ingår i släktet Cuphodes och familjen styltmalar.
Artens utbredningsområde är Pakistan. Inga underarter finns listade i Catalogue of Life.